# Chiquibul-Nationalpark
Der Chiquibul Nationalpark (niederdeutsch: Chiquibul-Natschonaalpark) ist ein Nationalpark im Gebiet der Maya Mountains in Belize. Der Park liegt im Cayo District und umfasst eine Fläche von 1073 km². Er wurde 1991 eingerichtet.

## Geographie
Die Grenze des Nationalparks fällt im Osten und Süden mit der Grenze des Einzugsgebietes des Belize River zusammen. Im Nordosten grenzt der Park an das Einzugsgebiet des Sibun River, im Osten an den Sittee River, im Südosten an das des Monkey River und im Süden an den Rio Grande, vom Moho River an und etwas weiter noch an den Río Usumacinta. Im Westen ist die Staatsgrenze nach Guatemala auch die Grenze des Parks. Von der Staatsgrenze an Richtung Osten geht die Parkgrenze dann zum Macal River. Die Nordgrenze bildet der Verlauf des Macal River bis zu seiner Quelle. In dem Gebiet sind zwei Gebiete ausgenommen: das Caracol Archaeological Reserve und das Chiquibul Forest Reserve, welche jeweils einen eigenen Schutzstatus haben.
In Belize ist der Nationalpark von allen Seiten von anderen Schutzgebieten umgeben: Vaca Forest Reserve und Mountain Pine Ridge Forest Reserve im Norden, Sibun Forest Reserve und Sittee River Forest Reserve im Nordosten, Victoria Peak Natural Monument und Cockscomb Basin Wildlife Sanctuary im Osten und Bladen Nature Reserve und Columbia River Forest Reserve im Süden. Das Gebiet im Osten in Guatemala ist besiedelt, aber als Reserva de la Biosfera Montañas Mayas Chiquibul ebenfalls als Schutzgebiet eingestuft.
Das Parkgebiet erstreckt sich über Höhen von 1124 m bei Doyle’s Delight, dem höchsten Berg in Belize, bis hinunter auf 300 m am Macal River. Westlich des Parkgebiets erstrecken sich die Maya Mountains und im Süden erhebt sich das Vaca Plateau.
Der Untergrund der Region besteht aus Kalkstein. Auch das Chiquibul-Höhlensystem liegt im Gebiet des Parks. Das Höhlensystem ist durch unterirdische Wasserläufe verbunden, inklusive eines Teils des Chiquibul River. Der Chiquibul fließt durch Belize, verschwindet im Höhlensystem und kommt in Guatemala wieder ans Tageslicht. Das Höhlensystem hat auch die größten bekannten Untergrundpassagen und Höhlenkammern die in Südamerika bisher entdeckt wurden.
Der Nationalpark erstreckt sich rund um Caracol, eine antike Maya-Stadt. Caracol ist als Archäologisches Schutzgebiet ausgewiesen und gehört nicht zum Gebiet des Nationalpark. Das Chiquibul Forest Reserve schließt sich an das Parkgebiet an.

## Geschichte
Der Chiquibul Nationalpark wurde ursprünglich 1956 als Chiquibul Forest Reserve gegründet. 1991 wurden aufgrund der Lobbyarbeit von Naturschützern diejenigen Dreiviertel des Forest Reserve, welche bis dahin keine aktiven Holzeinschlags-Konzessionen hatten, als Nationalpark eingerichtet unter Belize’s National Parks System Act. Die Parkgrenzen wurden 1995 neu gezogen. Caracol wurde damit vom Nationalpark umschlossen.

## Flora and fauna
Der Urwald ist größtenteils unberührt seit die Maya die Gegend vor Jahrhunderten verlassen haben. Der Park ist durch hohe Biodiversität ausgezeichnet. Besonders kennzeichnende Arten im Park sind Kielschnabelmotmot (keel-billed motmot, Electron carinatum), Wickelbär, Jaguar, Jaguarundi, Königsgeier, Langschwanzkatze (Margay), Ozelot, Pfauentruthuhn, Geoffroy-Klammeraffe (Yucatan spider monkey, Ateles geoffroyi vellerosus) und Mittelamerikanischer Tapir (Baird’s tapir). Im Park lebt Belizes größte Brutpopulation des Scharlacharas. Neue Insekten- und Krebstierarten wurden im Park entdeckt. Die biologische Diversität ist allerdings noch nicht komplett erforscht. 1993 sammelte ein Botaniker des Missouri Botanical Garden sammelte mehr als 130 Pflanzenarten, die früher in Belize nicht dokumentiert worden waren. Drei dieser Arten waren in Zentralamerika noch nie zuvor dokumentiert worden.